# لوتشيانو فاسالو
لوتشيانو فاسالو (15 أغسطس 1935 - 16 سبتمبر 2022)،  كان لاعب كرة قدم لعب كلاعب خط وسط . ولد في إريتريا الإيطالية ، ولعب مع منتخب إثيوبيا في الستينيات، وكان قائدًا للفريق الفائز في كأس الأمم الإفريقية عام 1962 ، وهي الكأس الوحيدة لإثيوبيا حتى الآن.  كان معروفًا بمهارته، وخاصة بالتسديدات الهوائية والركلات الحرة وركلات الترجيح. لعب بشكل احترافي مع نادي مصنع القطن مع أخيه غير الشقيق إيطالو .

## النشأة
ولد لوتشيانو في أسمرة لأبوين فيتوريو فاسالو، ضابط في فوج البندقية الإيطالي وامرأة إريترية تدعى مبارك أبراهام. تم نقل فيتوريو إلى أديس أبابا عام 1937 ولم يسمعوا عنه مرة أخرى.  كأطفال مختلطي الأعراق، تم تهميشهم في المدرسة ومعاملتهم بازدراء بسبب القوانين العنصرية الإيطالية . أدى ذلك إلى ترك لوتشيانو المدرسة خلال الصف الثالث والدراسة كميكانيكي في ورشة للسكك الحديدية. 
بدأ لوتشيانو في البداية بلعب كرة القدم لفريق ستيلا أسمارينا، وهو فريق أنشأه النيابة الرسولية في إريتريا حصريًا للأطفال الإيطاليين الإريتريين.  بدأ مسيرته الكروية كظهير أيسر، قبل أن ينتقل إلى قلب الدفاع ثم في النهاية إلى خط الوسط حيث أصبح معروفًا بأنه صانع ألعاب متقدم يتمتع بتسديدات قوية.

## مسيرته مع الأندية
لعب لوتشيانو لفريق جي إس جيجيريت وجي إس أسمرة ، وهو فريق إثيوبي تم ضم إريتريا إليه في عام 1950. خلال الفترة التي قضاها في نادي أسمرة، منع الاتحاد عمدا الفريق من الفوز بدوري الدرجة الأولى الإثيوبي .  لكن خلال الفترة التي سبقت كأس الأمم الإفريقية 1959 ، تمكن نادي أسمرة من إذلال المنتخب الإثيوبي في مباراة ودية. 
وقع ليلعب مع نادي مصنع القطن في دير داوا في عام 1960، حيث فاز مع أخيه غير الشقيق بالدوري الإثيوبي الأول في أعوام 1960 و1962 و1963 و1965. نسب لوتشيانو الفضل إلى خبرته كميكانيكي في حصوله على وظيفة في مزرعة القطن المرتبطة بها، مما سمح له بالحصول على راتب عشرة أضعاف أجر العامل العادي. 

## مسيرته الدولية
لعب لوتشيانو مع منتخب إثيوبيا في جولات التصفيات المؤهلة لكأس العالم 1962 . مع أخيه غير الشقيق إيطالو، كان لوتشيانو جزءًا من حملة كأس الأمم الأفريقية عام 1962 عندما فازت إثيوبيا بكأسها الوحيد حتى الآن. قبل الحملة طُلب منه تغيير اسمه الأول والأخير ليبدو وكأنه إثيوبي حقيقي ، وهو ما رفضه. وسجل لوتشيانو، قائد الفريق، هدفين في نصف النهائي ضد تونس وتعادل في المركز الثالث كأفضل هداف في البطولة، وحصل على لقب أفضل لاعب في البطولة، وهو الإثيوبي الوحيد الذي حصل على هذه الجائزة. وتسلم الكأس من قبل صاحب السمو هيلا سيلاسي ، على الرغم من محاولة إزاحته من شارة القيادة من أجل السماح للاعب إثيوبي برفع الكأس. 
في عام 2006، بدأ الاتحاد الإفريقي لكرة القدم عملية اختيار أفضل لاعب كرة قدم أفريقي في الخمسين عامًا الماضية. تم اختيار لوتشيانو، جنبًا إلى جنب مع زميله الأسطوري وصديقه منغستو ووركو ، في مجموعة أفضل 50 لاعبًا، باعتبارهم الإثيوبيين الوحيدين، ولكن لم يتم اختيارهم في آخر 30 لاعبًا، حيث تم اختيار روجر ميلا رقم واحد. يعتبر الكثيرون أن فاسالو هو أفضل لاعب كرة قدم إثيوبي في التاريخ، بعد وركو ويدنكاتشو تيسيما .

## مسيرته الإدارية
ثم ذهب فاسالو للدراسة كمدرب في المركز التقني الفيدرالي في كوفرسيانو في فلورنسا بإيطاليا. وتولى تدريب منتخب إثيوبيا في عدة مناسبات.
خلال فترة الرعب الأحمر ، ألقي القبض على لوتشيانو فاسالو بعد أن استنكر استخدام الأمفيتامين كبتاجون الذي كان يستخدمه المنتخب الإثيوبي. تم تجريده من واجباته كمدرب وكان من المقرر أن يأخذه جنود منغستو هيلا مريام ولكن أحد العقيد تعرف على بطله الكروي وتركه يذهب.
تمت إعادته إلى منصب مدير المنتخب الوطني في عام 1978، ولكن بعد أسبوعين من الفوز التاريخي على ألمانيا الشرقية ، هرب إلى جيبوتي ثم إلى روما ، حيث أرسل عائلته إلى بر الأمان قبل بضعة أشهر. 

## بعد كرة القدم
في المنفى في إيطاليا، بدأ لوتشيانو في إصلاح السيارات في أوستيا قبل أن يفتح مرآبًا خاصًا به ويحصل أخيرًا على الجنسية. وفي وقت لاحق أسس مدرسة للاعبي كرة القدم الشباب تسمى أوليمبيا أوستيا .
في عام 2000 نشر سيرة ذاتية بعنوان Mamma ecco I Soldi أو Mom Here the Money . وبعد تقاعده عاش في روما .

## الإحصائيات

### الأهداف الدولية
تسرد النتائج والنتائج رصيد أهداف إثيوبيا أولاً، ويشير عمود النتيجة إلى النتيجة بعد كل هدف من أهداف فاسالو.
| العدد | التاريخ        | المكان                                  | الخصم                       | النتيجة | النتيجة النهائية | المسابقة                          | Ref. |
| ----- | -------------- | --------------------------------------- | --------------------------- | ------- | ---------------- | --------------------------------- | ---- |
| 1     | 19 مارس 1961   | حيفا ، إسرائيل                          | إسرائيل                     |         | 2-3              | تصفيات كأس العالم لكرة القدم 1962 |      |
| 2     | 14 يناير 1962  | ملعب هيلي سيلاسي ، أديس أبابا ، إثيوبيا | تونس                        | 1-2     | 4-2              | كأس الأمم الأفريقية 1962          |      |
| 3     | 14 يناير 1962  | ملعب هيلي سيلاسي ، أديس أبابا ، إثيوبيا | تونس                        | 4-2     | 4-2              | كأس الأمم الأفريقية 1962          |      |
| 4     | 21 يناير 1962  | ملعب هيلي سيلاسي، أديس أبابا، إثيوبيا   | الجمهورية العربية المتحدة   | 2-2     | 4-2              | كأس الأمم الأفريقية 1962          |      |
| 5     | 28 نوفمبر 1963 | ملعب أكرا الرياضي ، أكرا ، غانا         | تونس                        |         | 4-2              | كأس الأمم الأفريقية 1963          |      |
| 6     | 19 نوفمبر 1965 | ملعب الشاذلي زويتن ، تونس ، تونس        | السنغال                     | 1-1     | 1-5              | كأس الأمم الأفريقية 1965          |      |
| 7     | 12 يناير 1968  | ملعب هيلي سيلاسي، أديس أبابا، إثيوبيا   | أوغندا                      |         | 2-1              | كأس الأمم الأفريقية 1968          |      |
| 8     | 16 يناير 1968  | ملعب هيلي سيلاسي، أديس أبابا، إثيوبيا   | الجزائر                     | 3–0     | 3-1              | كأس الأمم الأفريقية 1968          |      |
| 9     | 19 يناير 1968  | ملعب هيلي سيلاسي، أديس أبابا، إثيوبيا   | جمهورية الكونغو الديمقراطية | 1-2     | 2-3              | كأس الأمم الأفريقية 1968          |      |

## قائمة المراجع
- Felici, Antonio. Stella d'Africa – La vita straordinaria di Luciano Vassallo, mito del calcio africano anni '60, esule in Italia Edizioni Coralli, Roma, 2014 (Excerpts) (ردمك 9788890453694)
- Vassallo, Luciano. Mamma ecco i soldi. Editore: Coralli. Roma, 2000 (ردمك 8890453664)
- Jonathan Wilson؛ Igor Rabiner؛ Luke Edwards؛ Michael Yokhin؛ David Ashton (2017). The Blizzard - The Football Quarterly: Issue Twenty Five. Blizzard Media Ltd. ص. 161. مؤرشف من الأصل في 2023-10-29.

## روابط خارجية
- Luciano Vassallo's official website
- FIFA statistics